# Duane Solomon
Duane Renard Solomon (Lompoc, 28 december 1984) is een Amerikaanse atleet, die zich heeft toegelegd op de middellange afstand, met name de 800 m. Hij werd op dit onderdeel enkele malen Amerikaans kampioen en nam eenmaal deel aan de Olympische Spelen, bij welke gelegenheid hij de finale bereikte. Hij was bovendien van 2014 tot 2018 mede-wereldindoorrecordhouder op de 4 x 800 m estfatette.

## Biografie

### Studie en eerste successen
Reeds op negentienjarige leeftijd bleek Solomons aanleg voor de 800 m, toen hij als high school-leerling bij de Californische interscolaire kampioenschappen op deze afstand zegevierde in 1.49,79.
Vervolgens, als student aan de University of Southern California, waar hij te maken kreeg met de Hongaars-Amerikaanse coach László Tábori, die in 1955 enige tijd mede-wereldrecordhouder op de 1500 m was geweest, verbeterde hij zich tot 1.45,69. Hij leverde deze prestatie op de Amerikaanse kampioenschappen van 2007, waar hij een bronzen medaille veroverde.  Een jaar eerder had hij zijn eerste internationale titel al veroverd, toen hij op de Noord-Amerikaanse, Midden-Amerikaanse en Caribische kampioenschappen (NACAC-kampioenschappen) voor atleten U23 in Santa Domingo op de 800 m kampioen was geworden. Op zijn eerste grote seniorentoernooi, de wereldkampioenschappen van 2007 in Osaka, kwam hij echter niet verder dan de series.

### Indoorkampioen en OS-deelnemer
Het duurde daarna even, voordat Duane Solomon zich een vaste plek had toegeëigend binnen de top van de Amerikaanse middellangeafstandslopers. In 2010 werd hij derde op de Amerikaanse indoor- en tweede op de outdoorkampioenschappen, gevolgd door zijn eerste twee nationale titels op de nationale indoorkampioenschappen van 2011 en 2012. Met zijn derde plaats op de 800 m in 1.44,65 tijdens de baankampioenschappen van 2012, die tevens dienstdeden als olympische selectiewedstrijden, stelde hij zijn deelname aan de Olympische Spelen in Londen veilig.
In de aanloop naar de Spelen verbeterde hij zijn PR tijdens de Herculis meeting in Monaco verder tot 1.43,44. Hij werd er in de wedstrijd derde mee en stond op dat moment met zijn tijd op de vijfde plaats van de wereldranglijst. Die pasverworven status maakte hij in Londen waar. Hoewel hij er geen medaille aan overhield, werd Solomon in de door de ongenaakbare David Rudisha in de wereldrecordtijd van 1.40,91 gewonnen 800 m-finale vierde in alweer een verbetering van zijn beste tijd ooit, 1.42,82. Hierbij smaakte hij het genoegen om vijfvoudig Amerikaans kampioen Nick Symmonds voor te blijven.

### Outdoorkampioen
In 2013 had Solomon een sterke start met een nationaal indoorrecord op de 600 m in 1.15,70 in januari, dat hem overigens een maand later alweer werd afgenomen door Erik Sowinski, die 1.15,61 liet noteren. Tijdens het hierop volgende buitenseizoen veroverde hij op de Amerikaanse kampioenschappen in 1.43,27 nu ook zijn eerste buitentitel, waarmee hij zich tevens kwalificeerde voor de WK in Moskou. In de Russische hoofdstad wist hij vervolgens via de snelste halve finaletijd van allemaal door te dringen tot de finale van de 800 m, maar hierin kon hij zijn eerdere niveau niet evenaren en werd hij in 1.44,62 zesde.
In 2014 naam Solomon aan het begin van het baanseizoen deel aan de IAAF World Relays in Nassau, Bahama's, waar hij als lid van het Amerikaanse team op de 4 x 800 m estafette een bronzen medaille veroverde in 7.09,06. Terug in eigen land prolongeerde hij zijn nationale titel op de 800 m.
In 2015 was Solomon opnieuw present op de IAAF World Relays in Nassau en weer als lid van de 4 x 800 m estafetteploeg. Ditmaal veroverde het Amerikaanse viertal, dat naast startloper Duane Solomon bestond uit Casimir Loxson, Robby Andrews en Erik Sowinski, het goud in 7.04,84, slechts twee seconden verwijderd van het Amerikaanse record uit 2006.

## Titels
- Amerikaans kampioen 800 m – 2013, 2014
- Amerikaans indoorkampioen 800 m – 2011, 2012
- World Relays kampioen 4 x 800 m - 2015
- NACAC-kampioen U23 800 m – 2006

## Persoonlijke records
Outdoor
| Onderdeel | Prestatie | Datum           | Plaats      |
| --------- | --------- | --------------- | ----------- |
| 400 m     | 45,98 s   | 5 mei 2012      | Los Angeles |
| 600 m     | 1.13,28   | 1 juli 2013     | Burnaby     |
| 800 m     | 1.42,82   | 9 augustus 2012 | Londen      |
| 1000 m    | 2.17,84   | 3 juli 2010     | Eugene      |

Indoor
| Onderdeel | Prestatie       | Datum            | Plaats   |
| --------- | --------------- | ---------------- | -------- |
| 600 m     | 1.15,70 (ex-NR) | 26 januari 2013  | Glasgow  |
| 800 m     | 1.47,52         | 20 februari 2016 | New York |
| 1000 m    | 2.19,10         | 14 februari 2016 | Boston   |

## Palmares

### 800 m
Kampioenschappen
- 2006:  NACAC-kamp. U23 – 1.48,96
- 2007:  Amerikaanse kamp. – 1.45,69
- 2007: 7e in serie WK – 1.48,95
- 2008:  NCAA-kamp. – 1.45,71
- 2008: 6e Amerikaanse kamp. – 1.45,78
- 2010:  Amerikaanse indoorkamp. – 1.48,41
- 2010: 5e in ½ fin. WK indoor – 1.51,82 (in serie 1.49,69)
- 2010:  Amerikaanse kamp. - 1.47,16
- 2011:  Amerikaanse indoorkamp. – 1.48,03
- 2012:  Amerikaanse indoorkamp. – 1.48,58
- 2012:  Amerikaanse kamp. – 1.44,65
- 2012: 4e OS – 1.42,82
- 2013:  Amerikaanse kamp. – 1.43,27
- 2013: 6e WK – 1.44,62 (in ½ fin. 1.43,87)
- 2014:  Amerikaanse kamp. – 1.44,30
- 2014:  IAAF Continental Cup te Marrakesh – 1.46,21

Diamond League-podiumplekken
- 2012:  Herculis – 1.43,44
- 2013:  Herculis – 1.43,72
- 2013:  London Grand Prix – 1.44,12
- 2014:  Adidas Grand Prix – 1.45,13

### 4 x 800 m
- 2014:  World Relays – 7.09,06
- 2015:  World Relays – 7.04,84